# Ziad Rahbani
Pour les articles homonymes, voir Rahbani.
Ziad Rahbani (en arabe : زياد رحباني) est un compositeur, metteur en scène, comédien et pianiste libanais né le 1er janvier 1956 à Antélias et mort le 26 juillet 2025 à Beyrouth.
Il est populaire par ses positions politiques communistes et son humour décalé, et devient une icône de la vie artistique et culturelle au Liban.

## Biographie
Né le 1er janvier 1956 au Liban au sein d'une famille orthodoxe libanaise, Ziad Rahbani est le fils aîné de la chanteuse libanaise Faïrouz et du compositeur libanais Assy Rahbani.

### Débuts
Ayant publié un livre à l'âge de 13 ans, Mon ami Dieu ('صديقي الله'), sa carrière débute véritablement en 1973 à 17 ans avec une chanson composée pour sa mère, Sa'alouni El Nas, qui devient rapidement un franc succès. 

### Œuvre théâtrale
Ziad Rahbani commence sa carrière atypique d'auteur de théâtre avec la comédie musicale Sahriyé (سهرية) en 1973, dont le « cadre rural et ne semble finalement qu’un prétexte pour une succession de compositions musicales », production qui est dans la pure tradition des œuvres de ses parents Assy Rahbani et Faïrouz. Mais précoce et autonome, il bifurque vers des productions se situant dans le cadre urbain, multiplie les succès et enchîne pièces de théâtre, chansons et émissions politiques satiriques à la radio.

#### Période de la guerre civile libanaise
Rapidement, une polémique s'installe autour de sa personne. Communiste de cœur et de conviction, symbole de la révolte étudiante que connaissait le Liban dans les années 1970, il va provoquer son public en le critiquant d'une façon désobligeante, mais très subtile et juste. Toute une génération y adhère et Ziad Rahbani devint un phénomène de société.
Ziad crée quatre pièces de théâtre en pleine guerre civile libanaise.
1. Nazl e'ssourour (L'Auberge du bonheur), en 1974
2. Binnisbi la boukra shou ? (Et pour demain ?), en 1978
3. Film amerki tawil (Long métrage américain), en 1981
4. Chi fechil (Fiasco), en 1983

Gravées dans la mémoire de toute une génération, ces pièces de théâtre ont un caractère prémonitoire.

#### Après-guerre
Passionné de politique et de psychanalyse, Ziad Rahbani invente des personnages caricaturaux et dotés d'une épaisseur psychologique unique.
À la fin de la guerre civile, Ziad Rahbani écrivit deux longues pièces. La première en 1993, De la dignité et des têtes de mule (Bikhsous il karami w'ichaab il aanid) et la deuxième en 1994, L'Espoir fait vivre (Lawla foushat al amali). « Ces deux pièces avant-gardistes dans le paysage théâtral libanais, connurent une critique virulente et infondée ; les Libanais refusaient de se voir ainsi caricaturés sur scène ».

### Œuvre musicale
Se revendiquant musicien et pianiste avant tout, Ziad Rahbani se consacre depuis 1994, date de sa dernière pièce, à sa production musicale. Qu'il se produise dans les bars underground de Beyrouth ou sur la scène des festivals les plus huppés du Liban (Festival de Beiteddine de 2010), il réunit une foule transgénérationnelle.

#### Musique de films
- Nahla, 1979, film algérien de Farouk Beloufa tourné à Beyrouth, au Liban, avec une brève apparition de Ziad Rahbani dans un rôle de musicien
- Les faits de l'année prochaine, 1985, film syrien de Samir Zikra
- Beirut: The Last Home Movie, 1987, documentaire fiction libano-américain de Jennifer Fox
- Civilisées, 1999, film libanais de Randa Chahal Sabbag
- Le Cerf-volant, 2003, film libanais de Randa Chahal Sabbag, Ziad Rahbani y joue un rôle d'un lieutenant druze dans l'armée israélienne
- Dhilal as-samt, 2006, film saoudien d'Abdallah Al-Muhsein

### Famille
Ziad Rahbani est marié à Dalal Karam, avec qui il a un garçon nommé « Assi », mais il découvre plus tard qu'il n'était pas son fils biologique. Rahbani a composé un certain nombre de chansons sur leur relation, dont Marba el Dalal et Bisaraha.

### Mort
L'hôpital où il est traité à Beyrouth annonce sa mort suite à des problèmes de santé le 26 juillet 2025 à 9 h du matin, à l'âge de 69 ans.
À l’annonce de son décès, le président libanais Joseph Aoun déclare dans un communiqué, :

« Ziad Rahbani n’était pas simplement un artiste, mais une véritable figure intellectuelle et culturelle à part entière. Bien plus encore, il était une conscience vivante, une voix rebelle face à l’injustice, un miroir fidèle des opprimés et des marginalisés […] il écrivait la douleur des gens. […] À travers son théâtre engagé et sa musique débordante de créativité, oscillant entre classique, jazz et musique orientale, il a offert une vision artistique unique, ouvrant de nouvelles fenêtres à l’expression culturelle libanaise, atteignant l’universalité avec brio »

— Joseph Aoun, président de la République du Liban
Ses obsèques ont lieu le lundi 28 juillet, en présence de sa mère, Faïrouz — dont c’est la première apparition publique depuis de nombreuses années —, ainsi que de nombreuses figures du monde culturel et politique. Il est inhumé dans le caveau familial à Zeghrine. 

## Discographie
- Bil Afrah, 1977, long medley musical de mélodies orientales (de Ziad Rahbani, les frères Rahbani, Sayyid Darwiche, Zakaria Ahmad et Halim el-Roumi)
- Kyrie Eleison, 1977, chants religieux
- Wahdoun, chanté par Fairuz, 1979
- Ana Moush kafir
- Abtal w' haramiyyeh, musique de deux pièces de théâtres jouées à Beyrouth à la fin des années 1970
- Houdou' nisbi, 1985
- Fairuz en concert au Royal Festival Hall de Londres 1986, 1986, en plus de l'accompagner au piano, Ziad Rahbani était le directeur artistique et musical du concert
- Maarifti fik, 1987, chanté par Fairuz
- Kifak inta, 1991, chanté par Fairuz
- Bima innou chanté par Joseph Sakr, 1994
- Ila Assi, album-hommage de Ziad Rahbani à son père Assi dans lequel il revisite 18 chansons phares des frères Rahbani, chanté par Fairuz, 1995
- Mish Kayin hayk tkoun, album chanté par Fairuz, 1999, (Ziad Rahbani a composé 6 des 10 titres de l'album)
- Monodose, album chanté par Salma Musfi, 2001
- Fairuz en concert au festival de Beiteddine 2000, (2001), en plus de l'accompagner au piano, Ziad Rahbani était le directeur artistique et musical du concert
- Wala Kif, chanté par Fairuz, 2002
- Maaloumat akideh, album de la chanteuse tunisienne Latifa, 2006 (Ziad Rahbani a composé 8 des 11 titres de l'album)
- Ziad Rahbani en concert à la citadelle de Damas 2008, 2009
- Eh Fi Amal, chanté par Fairuz, 2010

## Décorations
- Commandeur de l’ordre du Cèdre du Liban (le 28 juillet 2025, à titre posthume)[10].